# دنیل شلومبرژه
دنیل تئودور شلومبرژه (به فرانسوی: Daniel Théodore Schlumberger) (متولد دسامبر ۱۹۰۴ در ملبورن فرانسه - مرگ ۲۱ اکتبر ۱۹۷۲، پرینستون، نیوجرسی، ایالات متحده آمریکا) باستان‌شناس فرانسوی و استاد باستان‌شناسی خاور نزدیک در دانشگاه استراستبورگ و بعدها دانشگاه پرینستون بود. او برادر بزرگتر ژان شلمبرژه (جواهرساز) بود.
او در دهه ۱۹۴۰ میلادی، هدایت تیم هیئت باستان‌شناسی فرانسه در افغانستان در جهت حفاری منطقه آی‌خانم در افغانستان را به عهده داشت و خرابه‌ها و صنایع‌دستی از دورانی هلنیستی (یونانی‌مآبی) آنجا را کشف کرد. او آثار من جمله زایش مجدد (posthumously) در جلد سوم تاریخ ایران کمبریج نوشت.